# ملعب أوليفول

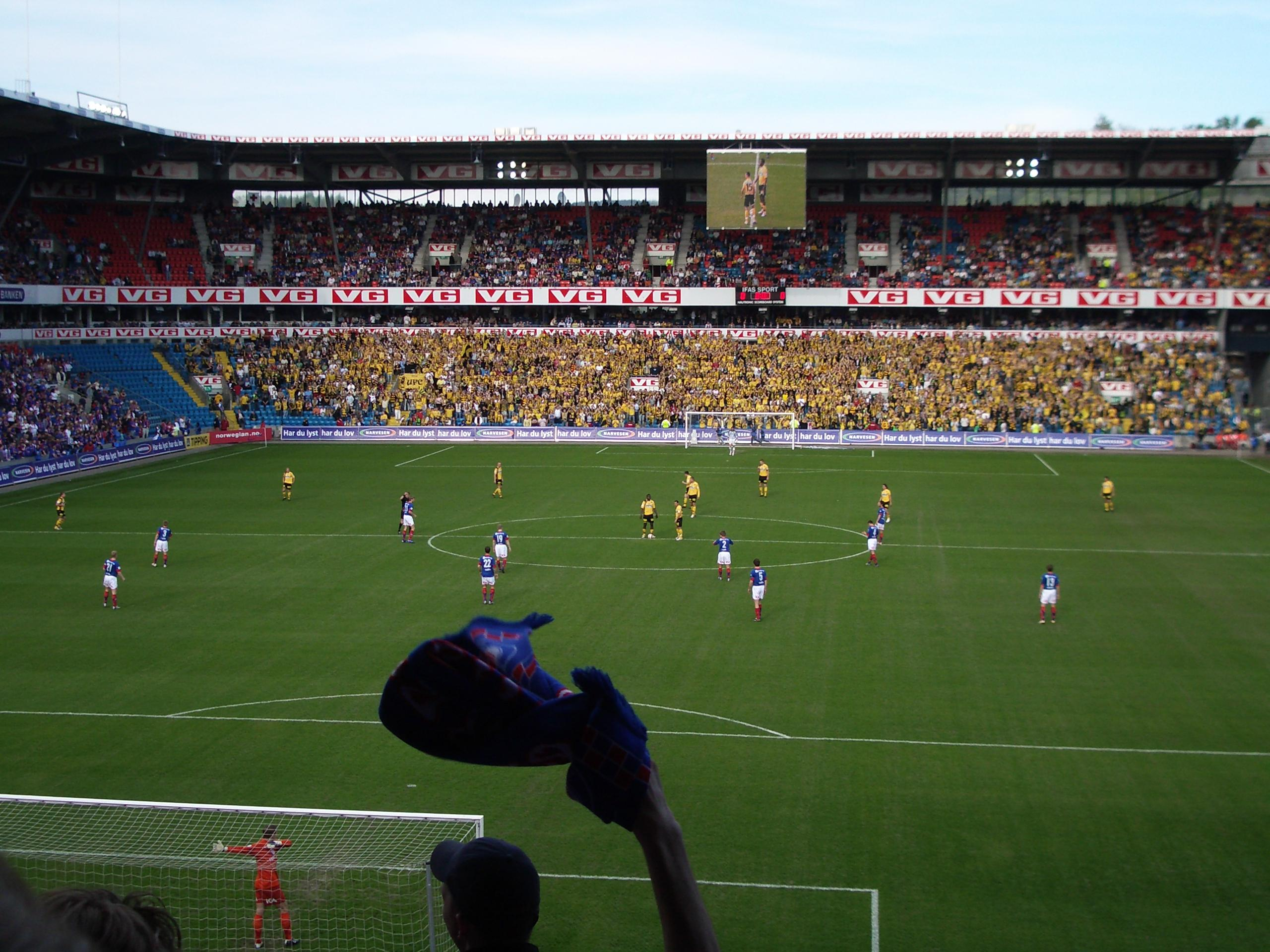

ملعب أوليفول هو ملعب كرة قدم يقع في أوسلو عاصمة النرويج. يسع الملعب لجلوس 28,000 متفرج. يعتبر الملعب الرسمي الذي يخوض فيه منتخب النرويج مبارياته الدولية. تم افتتاح الملعب في سنة 1926.